# Gymnopleurus hypocrita
Gymnopleurus hypocrita là một loài bọ cánh cứng trong họ Bọ hung (Scarabaeidae).